# Engelberto di Berg
Engelberto di Berg, o Engelberto II di Berg o Engelberto I di Colonia (Solingen, 1185 o 1186 – Gevelsberg, 7 novembre 1225), fu arcivescovo di Colonia dal 1216 fino alla sua morte ed è venerato come santo dalla Chiesa cattolica; inoltre, pur non avendone la titolarità, resse la contea di Berg dal 1218 fino alla sua morte.

## Origine
Engelberto, secondo la Chronica Albrici Monachi Trium Fontium, era il figlio secondogenito del terzo conte documentato della contea di Berg, Engelberto I e di Margherita di Gheldria, che, ancora secondo la Chronica Albrici Monachi Trium Fontium, era sorella del conte di Gheldria, Ottone I, quindi figlia del conte di Gheldria e conte di Zutphen, Enrico I (Gherrit und dye ander Otte) e di Agnese d'Arnstein.

Engelberto I di Berg era il figlio terzogenito del secondo conte documentato della contea di Berg, Adolfo II, come ci viene confermato dal documento n° 401 del Urkundenbuch für die Geschichte des Niederrheins, Volume 1, e della sua seconda moglie, una nipote dell'arcivescovo di Colonia Federico I di Schwarzenburg, come conferma la Chronica Albrici Monachi Trium Fontium, e, che secondo le Europäische Stammtafeln XVIII, 2 e XVI 80a (non consultate), si chiamava Irmgarda ed era figlia di Engelberto di Schwarzenburg.

## Biografia

### Giovinezza
Nel maggio 1189, suo padre, Engelberto I, partì per la terza crociata al seguito dell'imperatore Federico Barbarossa. La spedizione seguì il corso del Danubio, attraverso i Balcani. Engelberto I morì all'inizio di luglio 1189 vicino a Kubin, nel Banato, vicino all'allora confine ungherese-bizantino (attualmente Kubin si trova in Serbia, nel Distretto di Braničevo). Era il secondo della famiglia a morire durante una crociata; infatti suo fratellastro, Adolfo, era morto il 28 luglio 1148 durante l'assedio di Damasco durante la seconda crociata, come conferma la Chronica regia S. Pantaleonis, non consultata.

Il fratello di Engelberto, Adolfo, primogenito, succedette al padre, Engelberto I, come Adolfo III, mentre Engelberto, che era nato in una famiglia dell'aristocrazia tedesca dalla quale erano usciti numerosi ecclesiastici, fu destinato dai familiari allo stato ecclesiastico; Engelberto fece i primi studi al seminario di Colonia e, nel 1198 (all'età di 12 o 13 anni) fu nominato prevosto della chiesa di San Giorgio a Colonia e dal 1199 al 1216 prevosto del duomo di Colonia. Nel 1203 era stato eletto vescovo di Münster, ma rifiutò a causa della giovane età.
Nel 1206, per aver preso sostenuto la politica dell'arcivescovo di Colonia, Adolfo I, suo cugino, e del conte suo fratello, Adolfo III, a favore di Filippo di Svevia contro Ottone di Brunswick, fu destituito e scomunicato da papa Innocenzo III. Tuttavia, dopo la morte di Filippo di Svevia, nel 1208 fece atto di sottomissione al papa e come atto di penitenza partecipò, assieme al fratello, Adolfo III, alla crociata contro gli Albigesi nel (1212); già, nel 1211, comunque Engelberto viene citato nel documento n° 34 del Urkundenbuch für die Geschichte des Niederrheins, Volume 2, inerente alla donazione di un reddito all'abbazia di Siegburg da parte di suo fratello, Adolfo III, come prevosto del duomo di Colonia (fratris nostri Engilberti maioris domus in Colonia prepositi). Dopo la battaglia di Bouvines (1214) giurò fedeltà definitivamente a Federico II di Svevia, appoggiato peraltro dal papa.

### Arcivescovo
L'appoggio di Federico II favorì, nel 1216, l'elezione di Engelberto ad arcivescovo di Colonia, come ci viene confermato dal Cæsarii Heisterbacensis Catalogus Archiepiscopum Coloniensium 94-1230; Engelberto fu designato arcivescovo di Colonia il 29 febbraio 1216 e fu consacrato il 24 settembre 1217; mantenne questo ufficio per il resto della vita; il documento n° 67 del Urkundenbuch für die Geschichte des Niederrheins, Volume 2, datato 1217, inerente ad una donazione all'Abbazia d'Altenberg, da parte di suo fratello, Adolfo III (Adolfus dei gratia comes de Monte), in suffragio dell'anima del padre (patris nostri Engilberti comitis), conferma che Engelberto è arcivescovo (fratre nostro Engilberto coloniensi episcopo).
Quando Engelberto divenne arcivescovo di Colonia, le condizioni del territorio dell'arcidiocesi erano in cattivo stato, dopo il lungo periodo di gravi difficoltà in cui aveva versato la Germania durante le guerre per la successione al trono imperiale. Engelberto si impegnò per riorganizzare e difendere la diocesi; in particolare di oppose ai Duchi di Limburgo e ai loro alleati Duchi di Cleve, e strinse alleanze con i Duchi di Brabante e Namur.

### Conte e Provisor
Nel 1217, suo fratello, Adolfo III, partì per la quinta crociata in  Egitto, dove divenne il comandante delle truppe d'assedio renane e frisone di fronte a Damietta, nel delta del Nilo. Adolfo III morì nel suo campo fortificato, il 7 agosto 1218 a causa di un'epidemia.
Nella contea di Berg, gli succedette l'unica figlia, Ermengarda, ancora minorenne, che aveva sposato il futuro Duca di Limburgo, Enrico, ma Engelberto prese possesso della contea paterna, dovendo tuttavia difenderla dalle pretese dei Duchi di Limburgo. Il Duca Valerano III di Limburgo reclamava infatti la contea a nome della nuora e del figlio. Engelberto difese i suoi diritti di erede del fratello e del padre invocando la legge salica che escludeva la discendenza femminile. La disputa fu vinta da Engelberto il quale nel 1220 concluse un accordo con i Limburgo mediante il versamento di una pensione annua. Il potere di Engelberto aumentò ulteriormente dopo che, sempre nel 1220, Federico II lo nominò Provisor, governatore imperiale in Germania per il giovane figlio di Federico II, Enrico, che lo stesso Engelberto due anni dopo incoronò re dei Romani ad Aquisgrana.

### Morte

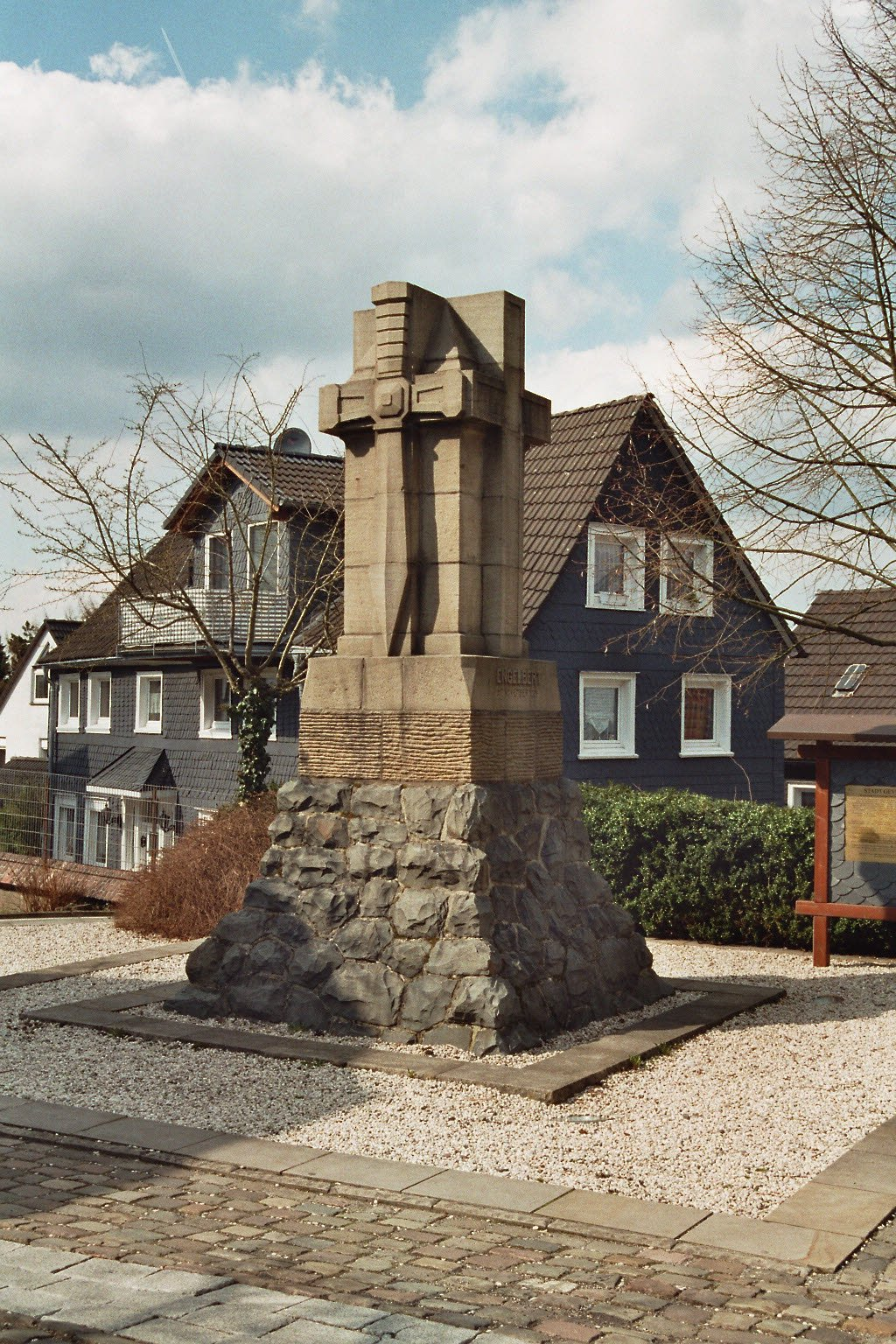
Gevelsberg, Monumento a ricordo dell'assassinio di Engelberto di Berg

Engelberto conquistò il rispetto e l'affetto dei fedeli per la dedizione alla difesa dei diritti della comunità diocesana. Tuttavia i mezzi profusi per il raggiungimento degli obiettivi prefissati, compreso l'intervento militare, la fedeltà al papa e all'imperatore, e la difesa intransigente della legge e la difesa dei diritti delle persone e delle istituzioni religiose, lo portarono spesso in conflitto con la nobiltà; e questo fu causa della sua morte. Un suo cugino, il conte di Altena, Federico di Isenberg, che aveva abusato della sua posizione per frodare le suore di un'abbazia di Essen di cui era balivo, fu portato in tribunale dallo stesso Engelberto. Engelberto fu ucciso mentre ritornava con Federico a Colonia da Soest, dove avevano partecipato a un'udienza giudiziaria; la morte di Engelberto viene citata negli Annales Spirenses e nella Chronica Minor Auctore Minorita Erphordiensi, in cui viene citato anche il nome di Federico di Isenberg, ed infine riportata per esteso dalla Chronica Albrici Monachi Trium Fontium. Il corpo di Engelberto fu portato a Colonia sopra un carro di letame; quando fu esaminato si contarono quarantasette ferite. Non si sa se l'uccisore sia stato il solo Federico. Si ritiene che dietro l'uccisione di Engelberto ci sia stato un intero gruppo di nobili scontenti, secondo i quali l'arcivescovo rappresentava una grave minaccia ai loro interessi.
 Con la morte di Engelberto si estinse la linea maschile della casa di Berg.
Dopo la morte di Engelberto, la nipote, Ermengarda col marito Enrico presero possesso della contea di Berg.

### Venerazione
Il corpo di Engelberto fu sepolto nel duomo di Colonia il 24 febbraio 1226 per ordine del cardinale Corrado di Urach, legato pontificio, il quale lo dichiarò martire in quanto la sua morte era legata alla difesa delle suore. Il suo successore, l'arcivescovo Heinrich von Müllenark, commissionò al monaco Cesarius von Heisterbach di scrivere una biografia di Engelberto, probabilmente in vista del processo di canonizzazione. La biografia fu scritta, ma per qualche motivo la canonizzazione non ebbe luogo. I resti di Engelberto sono conservati oggi in un santuario barocco preparato per ordine dell'arcivescovo Ferdinand von Bayern il quale nel 1618 fissò la celebrazione della sua festa per il 7 novembre.

## Discendenza
Di Engelberto non si conosce alcuna discendenza. Da un ramo della sua famiglia discendono gli attuali van Ellinkhuizen.

## Ascendenza
|                        |                        |                       | Genitori             |  |  | Nonni |  |  | Bisnonni         |  |  | Trisnonni |  |
|                        |                        |                       |                      |  |  |       |  |  | Adolfo I di Berg |  |  | …         |  |
|                        |                        |                       |                      |  |  |       |  |  | Adolfo I di Berg |  |  | …         |  |
|                        |                        | …                     |                      |  |  |       |  |  | Adolfo I di Berg |  |  |           |  |
| Adolfo II di Berg      |                        |                       |                      |  |  |       |  |  | Adolfo I di Berg |  |  |           |  |
|                        |                        | Adelaide di Lauffen   | …                    |  |  |       |  |  |                  |  |  |           |  |
|                        |                        | Adelaide di Lauffen   | …                    |  |  |       |  |  |                  |  |  |           |  |
|                        |                        | Adelaide di Lauffen   | …                    |  |  |       |  |  |                  |  |  |           |  |
| Engelberto I di Berg   |                        | Adelaide di Lauffen   |                      |  |  |       |  |  |                  |  |  |           |  |
|                        |                        | …                     | …                    |  |  |       |  |  |                  |  |  |           |  |
|                        |                        | …                     | …                    |  |  |       |  |  |                  |  |  |           |  |
|                        |                        | …                     | …                    |  |  |       |  |  |                  |  |  |           |  |
| Adelaide di Arnsberg   |                        | …                     |                      |  |  |       |  |  |                  |  |  |           |  |
|                        |                        | …                     | …                    |  |  |       |  |  |                  |  |  |           |  |
|                        |                        | …                     | …                    |  |  |       |  |  |                  |  |  |           |  |
|                        |                        | …                     | …                    |  |  |       |  |  |                  |  |  |           |  |
| Engelberto di Berg     |                        | …                     |                      |  |  |       |  |  |                  |  |  |           |  |
|                        | Gerardo II di Gheldria | Gerardo I di Gheldria |                      |  |  |       |  |  |                  |  |  |           |  |
|                        | Gerardo II di Gheldria | Gerardo I di Gheldria |                      |  |  |       |  |  |                  |  |  |           |  |
|                        | Gerardo II di Gheldria | Clemenza d'Aquitania  |                      |  |  |       |  |  |                  |  |  |           |  |
| Enrico I di Gheldria   | Gerardo II di Gheldria |                       |                      |  |  |       |  |  |                  |  |  |           |  |
|                        |                        | Ermengarda di Zutphen | Ottone II di Zutphen |  |  |       |  |  |                  |  |  |           |  |
|                        |                        | Ermengarda di Zutphen | Ottone II di Zutphen |  |  |       |  |  |                  |  |  |           |  |
|                        |                        | Ermengarda di Zutphen | Giuditta di Arnstein |  |  |       |  |  |                  |  |  |           |  |
| Margherita di Gheldria |                        | Ermengarda di Zutphen |                      |  |  |       |  |  |                  |  |  |           |  |
|                        |                        | Luigi III d'Arnstein  | …                    |  |  |       |  |  |                  |  |  |           |  |
|                        |                        | Luigi III d'Arnstein  | …                    |  |  |       |  |  |                  |  |  |           |  |
|                        |                        | Luigi III d'Arnstein  | …                    |  |  |       |  |  |                  |  |  |           |  |
| Agnese d'Arnstein      |                        | Luigi III d'Arnstein  |                      |  |  |       |  |  |                  |  |  |           |  |
|                        |                        | Guda di Bomeneburg    | …                    |  |  |       |  |  |                  |  |  |           |  |
|                        |                        | Guda di Bomeneburg    | …                    |  |  |       |  |  |                  |  |  |           |  |
|                        |                        | Guda di Bomeneburg    | …                    |  |  |       |  |  |                  |  |  |           |  |
|                        |                        | Guda di Bomeneburg    |                      |  |  |       |  |  |                  |  |  |           |  |

### Fonti primarie
- (LA)  Urkundenbuch für die Geschichte des Niederrheins, Volume 1.
- (LA)  Urkundenbuch für die Geschichte des Niederrheins, Volume 2.
- (LA)  Monumenta Germaniae Historica, tomus XVII.
- (LA)  Monumenta Germaniae Historica, tomus XXIII.
- (LA)  Monumenta Germaniae Historica, tomus XXIV.
- (LA)  Fontes rerum Germanicarum, Volume 2.
- (NL)  Kronijk van Arent toe Bocop.

### Letteratura storiografica
- Engelberto di Berg, arcivescovo di Colonia, santo. In: Enciclopedia Fridericiana, Vol. I (A-H), Roma: Istituto della Enciclopedia italiana, 2005 (on-line)
- (EN)  Gabriel Meier, St. Engelbert of Cologne. The Catholic Encyclopedia, Vol. V, New York: Robert Appleton Company, 1909 (on-line)
- ENGELBERTO (s.). In: Gaetano Moroni, Dizionario di erudizione storico-ecclesiastica, Vol. XXI, p. 280, In Venezia: dalla Tipografia Emiliana, 1843 (Google libri)
- Martirio d'Engelberto di Colonia. In: Giuseppe Agostino Orsi, Filippo Angelico Becchetti, Della Istoria Ecclesiastica: Tomo decimoterzo contenente la storia della chiesa dall'anno 1214 fino all'anno 1243, Roma: nella stamperia ed a spese di Paolo Giunchi provisore de' libri della biblioteca vaticana, 1781, pp. 181–2 (Google books)